# Palatul Teleki din Cluj-Napoca
Palatul Teleki din Cluj-Napoca, construit pe str. M. Kogălniceanu nr.7 (în trecut Ulița Lupilor) este unul din cele mai valoroase monumente de arhitectură barocă laică clujeană, edificiu reprezentativ pentru barocul transilvănean. 

## Istoric
Familia Teleki a trebuit să achiziționeze mai multe case alăturate, pentru a obține, după demolarea acestora, terenul necesar noului edificiu. Generalul conte Adam Teleki I (1703-1763) avea trei case pe Ulița Lupilor.
Clădirea a fost construită între 1790-1795, după planurile arhitectului Joseph Leder, în stilul barocului târziu, cu unele elemente de clasicism. Actualmente clădirea adăpostește sala de lectură a Bibliotecii Județene „Octavian Goga”.